# Negatív binomiális eloszlás
Az X valószínűségi változó r rendű és p paraméterű negatív binomiális eloszlást követ – vagy rövidebben negatív binomiális eloszlású – pontosan akkor, ha
{\displaystyle \mathbf {P} (X=r+k)={\binom {k+r-1}{r-1}}p^{r}(1-p)^{k},\quad k=0,1,2,...\quad ,}
ahol 0 < p ≤ 1.
Azt, hogy az X valószínűségi változó r rendű p paraméterű negatív binomiális eloszlást követ, néha következő módon jelölik: X ∼ NB(r,q) ahol q = 1 – p.
Speciálisan, ha X ∼ NB(1,q), akkor X-et geometriai eloszlásúnak nevezzük.
A binomiális eloszlású valószínűségi változóval az a véletlen esemény ragadható meg, amikor visszatevéses mintavétel mellett addig ismételjük a mintavételt, amíg r-szer tapasztalunk egy előre meghatározott eredményt. A binomiális eloszlású valószínűségi változó azt mutatja meg, hogy mi a valószínűsége annak, hogy pont k-szor kell megismételni a mintavételt ahhoz, hogy r-szer forduljon elő a meghatározott eredmény.

## A negatív binomiális eloszlást jellemző függvények
Karakterisztikus függvénye
{\displaystyle \varphi (t)=\left({\frac {p}{1-(1-p)e^{it}}}\right)^{r}}
Generátorfüggvénye
{\displaystyle G(z)=\left({\frac {p}{1-(1-p)z}}\right)^{r}\,}

## A negatív binomiális eloszlást jellemző számok
Várható értéke
{\displaystyle \mathbf {E} (X)={\frac {r}{p}}}
Szórása
{\displaystyle \mathbf {D} (X)={\frac {\sqrt {r(1-p)}}{p}}}
Momentumai
Ferdesége
{\displaystyle \beta _{1}(X)={\frac {2-p}{\sqrt {r(1-p)}}}}
Lapultsága
{\displaystyle \beta _{2}(X)={\frac {1+4(1-p)+(1-p)^{2}}{r(1-p)}}}

## Negatív binomiális eloszlású valószínűségi változók néhány fontosabb tulajdonsága
- Negatív binomiális eloszlású független valószínűségi változók összege is negatív binomiális eloszlású – ha azonos a p paraméterük. Pontosabban ha X1 ∼ NB(r1, 1 – p) és X2 ∼ NB(r2, 1 – p) független valószínűségi változók, akkor X1 + X2 ∼ NB(r1 + r2, 1 – p).